# فوئنفرادا
فوئنفرادا (به اسپانیایی: Fuenferrada) یک شهرستان در اسپانیا است که در استان تروئل واقع شده‌است.

## خصوصیات
فوئنفرادا ۲۴٫۲۲ کیلومترمربع مساحت و ۴۱ نفر جمعیت دارد و ۱٬۱۲۸ متر بالاتر از سطح دریا واقع شده‌است.